# Cataphoriniopsis
Cataphoriniopsis är ett släkte av tvåvingar. Cataphoriniopsis ingår i familjen parasitflugor.
Kladogram enligt Catalogue of Life:
| Cataphoriniopsis | \| \| Cataphoriniopsis fumipennis \| \| \| \| \| \| Cataphoriniopsis galbae \| \| \| \| |
|                  | \| \| Cataphoriniopsis fumipennis \| \| \| \| \| \| Cataphoriniopsis galbae \| \| \| \| |
|                  | Cataphoriniopsis fumipennis                                                             |
|                  |                                                                                         |
|                  | Cataphoriniopsis galbae                                                                 |
|                  |                                                                                         |